# Rubens Barrichello
Rubens Gonçalves Barrichello (São Paulo, 23 de maio de 1972) é um automobilista e apresentador brasileiro. Até 2020, foi o que por mais tempo disputou o mundial de Fórmula 1 de maneira ininterrupta, entre os anos de 1993 e 2011, tendo se tornado também um dos pilotos mais experientes da história da categoria. Também foi presidente da Grand Prix Drivers' Association (GPDA), a associação que representa os interesses dos pilotos de Fórmula 1. Desde 2014, Rubens Barrichello também é um dos apresentadores do programa Acelerados, em seu formato de internet (pelo Youtube) e na televisão, atualmente no ar pela Band.
Barrichello pilotou pela Ferrari de 2000 a 2005, como companheiro de equipe de Michael Schumacher, desfrutando de um grande sucesso, sagrando-se vice-campeão em 2002 e 2004. A primeira aposentadoria de Schumacher no final de 2006 fez de Barrichello o piloto mais experiente do grid e, no Grande Prêmio da Turquia de 2008, quando atingiu a marca de 257 largadas, tornou-se o piloto com maior número de corridas disputadas na Fórmula 1. Em 2010, no Grande Prêmio da Bélgica de 2010, atingiu a marca de 300 GPs disputados. Barrichello conquistou a centésima vitória brasileira na Fórmula 1, no Grande Prêmio da Europa de 2009.
Após competir pela Brawn na temporada de 2009, foi confirmado para 2010 na equipe Williams, e teve seu contrato renovado para o campeonato seguinte. Em 2011, Rubens disputou sua 19.ª temporada, tornando-se o piloto com maior número de temporadas ininterruptas disputadas. Em 2012, após ser substituído na Williams por Bruno Senna, Barrichello não encontrou oportunidade em outra equipe e, por essa razão, não disputou o campeonato. Com isso, correu na Fórmula Indy em 2012, e no fim do mesmo ano disputou três etapas na Stock Car Brasil.
Em 2014, Rubinho tinha um acerto para realizar corridas de despedida da F1 pela Caterham, inclusive o GP Brasil. Em 2014 também sagrou-se campeão da Stock Car Brasil, em seu segundo ano completo na categoria. Barrichello conquistou o bicampeonato da Stock Car em 2022, se tornando o campeão mais velho da categoria, aos 50 anos. Em 2015, sagrou-se campeão Sul-Americano de Kart Rotax e quarto colocado no Mundial dessa categoria, correndo ao lado dos mais jovens no mesmo nível de competitividade. Em abril de 2024, Rubens Barrichello se juntou à SOFTSWISS, uma empresa internacional de software para iGaming, como Diretor Não Executivo na América Latina, para potenciar sua experiência esportiva e apoiar o crescimento da empresa na região.

## Carreira

### Primeiros anos
Rubinho conquistou cinco títulos brasileiros de kart, sendo considerado imbatível na época, vencendo inclusive as dificuldades financeiras para competir. Fez um ano de F-Ford no Brasil (1989), tendo vencido a primeira etapa em Florianópolis, circuito de rua e com pista molhada. No ano seguinte, foi competir na Europa. Foi campeão da Fórmula Opel em seu ano de estreia, 1990, com seis vitórias, sete pole positions e sete voltas mais rápidas. No ano seguinte foi campeão da Fórmula 3 inglesa, pela equipe West Surrey Racing, derrotando David Coulthard. Aos dezenove anos foi então para a Fórmula 3000 na qual terminou em terceiro lugar na classificação geral.
Em entrevista a Rafinha Bastos, em maio de 2021, Rubinho falou sobre o início da carreira: "Eu tinha 16 anos de idade. Meu pai ofereceu meu contrato para Arisco (marca Brasileira de produtos alimentícios). Funcionava assim: vocês pagam o processo dele até a Fórmula 1. Bancam, patrocinam por completo. Chegando lá na Fórmula 1, vocês viram 25% sócios de tudo que entrar", contou.

### Fórmula 1

#### 1993-1996: Jordan

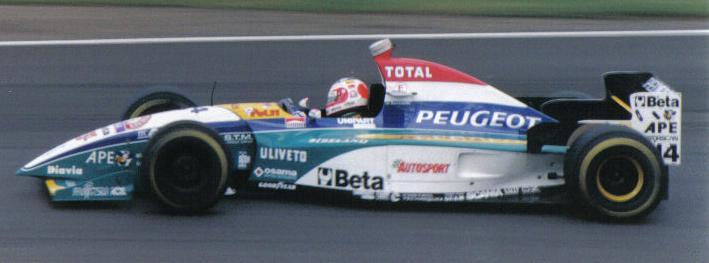
Barrichello pilotando sua Jordan em 1995

Em 1993 iniciou sua carreira na Fórmula 1 pela Jordan. Neste ano, ele vence o evento Formula One Indoor Trophy. Em 1994 conquista seu primeiro pódio no GP do Pacífico em Aida e a sua primeira pole position, no GP da Bélgica, em Spa-Francorchamps. No mesmo ano conquistou a sexta colocação do campeonato à frente de uma Williams (David Coulthard/Nigel Mansell), uma Benetton (Jos Verstappen/JJ Lehto) e uma McLaren (Martin Brundle), alguns dos melhores carros da época, (lembrando que na Benetton e na Williams, houve revezamento no 2º carro da equipe. Assim nenhum piloto fez mais que dez corridas na vaga de segundo piloto dessas equipes.) Em 1995 conquistou seu melhor resultado até então, segundo lugar no GP do Canadá no Circuito Gilles Villeneuve.

#### 1997-1999: Stewart

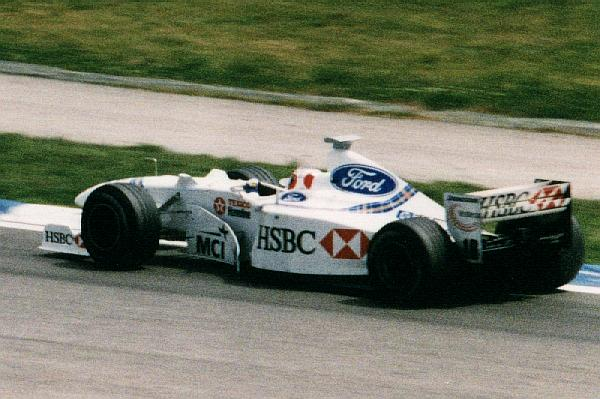
Barrichello quando corria pela Stewart

Em 1997, após uma difícil negociação com a Benetton, onde quase cogitou ir para a Fórmula Indy, Jackie Stewart, que acabara de fundar sua equipe - a Stewart -, chama Barrichello para ser o primeiro piloto e ajudar no desenvolvimento do carro. Logo de cara consegue alguns feitos, como um 5º lugar no grid do Grande Prêmio da Argentina, um 3º lugar no grid do Grande Prêmio do Canadá, um segundo lugar em Mônaco, além de algumas grandes corridas como na Áustria. Em 1998, um carro mal construído acabou lhe rendendo muita dor de cabeça e apenas um 5º lugar no Canadá como melhor resultado. Já no ano seguinte (1999), a história foi outra, com um carro excelente e um grande motor foram três terceiros lugares, em Ímola, Magny-Cours e Nürburgring (1999). Uma pole position no GP da França (a segunda da sua carreira) e 23 voltas na liderança do Interlagos, quando abandonou com o motor estourado. Logo em seguida, recebeu proposta da McLaren, a qual ganhou mais espaço no meio automobilístico mas não durou muito tempo, pois aceitou a proposta milionária da concorrente.

#### 2000-2005: Ferrari
Em 2000, é contratado para correr pela Ferrari. Lá foi duas vezes vice-campeão mundial e venceu nove Grandes Prêmios, entre os quais o primeiro de sua carreira, o GP da Alemanha de 2000. Em 30 de julho de 2005 é anunciada sua contratação pela antiga equipe BAR (depois Honda F1) para dirigir um dos carros da equipe a partir da temporada de 2006, abrindo mão de um ano restante há cumprir de contrato com os Italianos.

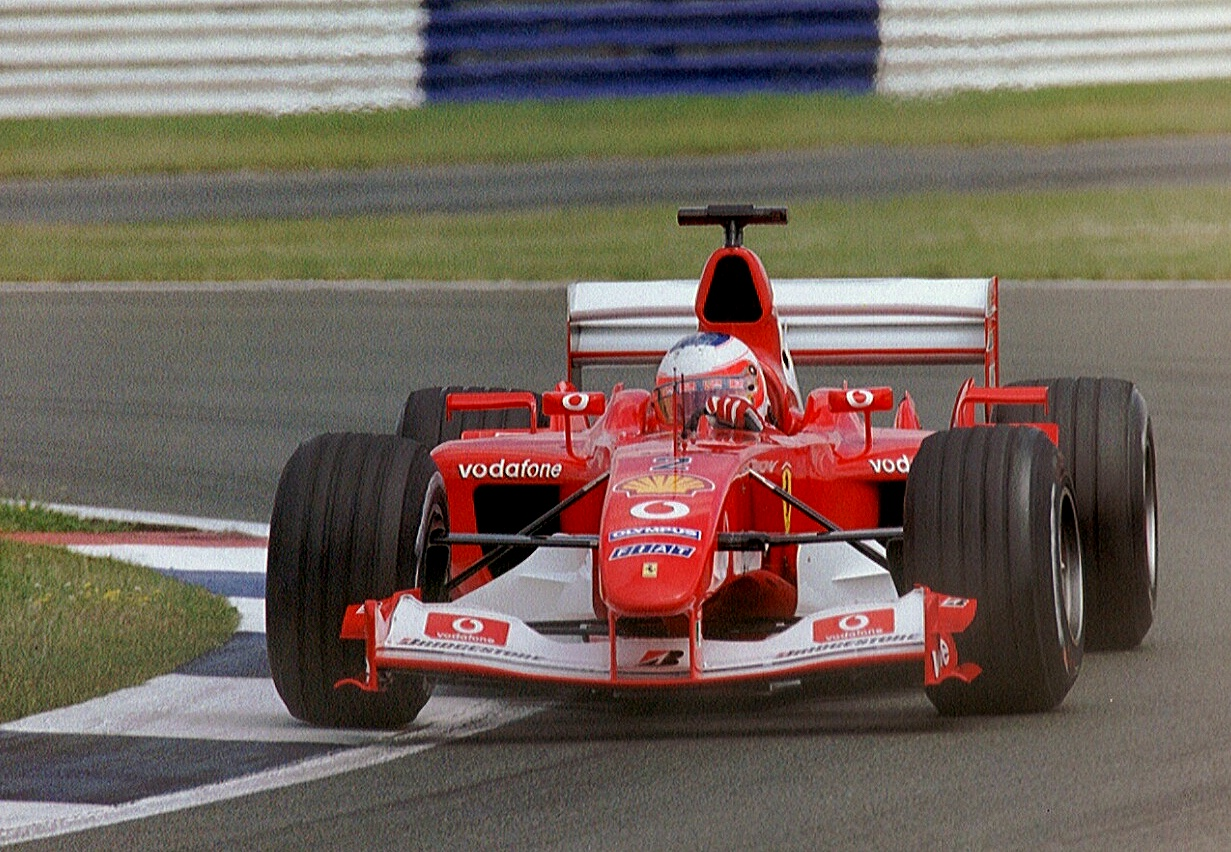
Rubens quando corria pela

Embora quase sempre tenha demonstrado ser um piloto competente, pesou contra ele o fato de a torcida brasileira procurar um sucessor para Ayrton Senna, feito que Rubens não conseguiu atingir, pois, não chegou a fazer frente ao longo dos campeonatos a pilotos como Michael Schumacher e Mika Häkkinen.
Em sua passagem de seis temporadas pela Ferrari, Rubens ocupou o posto de segundo piloto nas preferências da equipe, Schumacher reinou em uma época da Fórmula 1 que houve o maior predomínio de um único piloto sobre os demais. Naqueles anos, Schumacher possuía um contrato privilegiado em relação à Barrichello, o que implicou muita controvérsia pelo fato de Barrichello receber ordens da equipe e permitir algumas ultrapassagens nos momentos finais de algumas corridas, mesmo estando melhor na pista do que Schumacher. No mais polêmico desses episódios no GP da Áustria de 2002 a Ferrari foi vaiada pelos torcedores em todo o autódromo inclusive seus próprios torcedores depois que Barrichello, após várias e insistentes ordens da equipe, cedeu passagem a Schumacher à poucos metros da linha de chegada na última volta. Naquele dia, Schumacher, assustado com a repercussão negativa dos torcedores e da imprensa, colocou Barrichello no alto do pódio e lhe entregou o troféu de primeiro lugar. Por fim, a FIA acabou condenando a Ferrari à pagar US$ 1 milhão de multa e estabeleceu que as conversas entre os pilotos e suas equipes deveriam ser transmitidos ao vivo durante as corridas, o que permanece ocorrendo até o presente momento.
Rubens Barrichello conseguiu sagrar-se vice em dois Campeonatos Mundiais de F1, em 2002 e 2004. Em 2004, apesar de não ter obtido o título, fez pontos suficientes para ser campeão com folga em quase todas as edições anteriores da competição (tornou-se então o segundo maior pontuador em um único campeonato da história da Fórmula 1).

#### 2006-2008: Honda

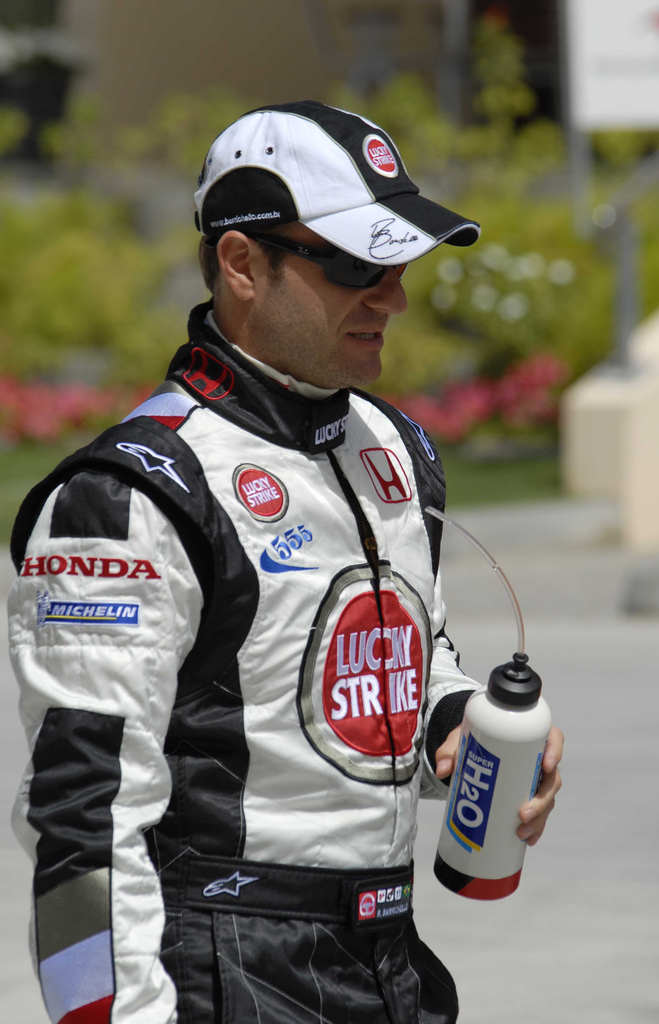
Barrichello em seu primeiro ano com a Honda

Em 2006, Rubens passou por um período de adaptação na equipe Honda, tendo no início da temporada, resultados inferiores aos de seu companheiro de equipe o britânico Jenson Button. No decorrer da temporada as performances dos pilotos acabaram por se igualar com os pilotos se revessando melhores posições de chegada. Isso aconteceu até o GP dos Estados Unidos, a 10ª etapa do ano, quando Barrichello empatou com Button nessa altura do campeonato, somando 16 pontos cada. Mas na segunda metade do campeonato o Inglês foi superior. Button venceu uma corrida, na Hungria, e conseguiu um pódio, no Brasil, somando 40 pontos, enquanto o brasileiro somou apenas 14, ficando em 7º no campeonato, Jenson imediatamente a frente em 6º por, com um 56 a 30 pontos, ao fim do campeonato. 

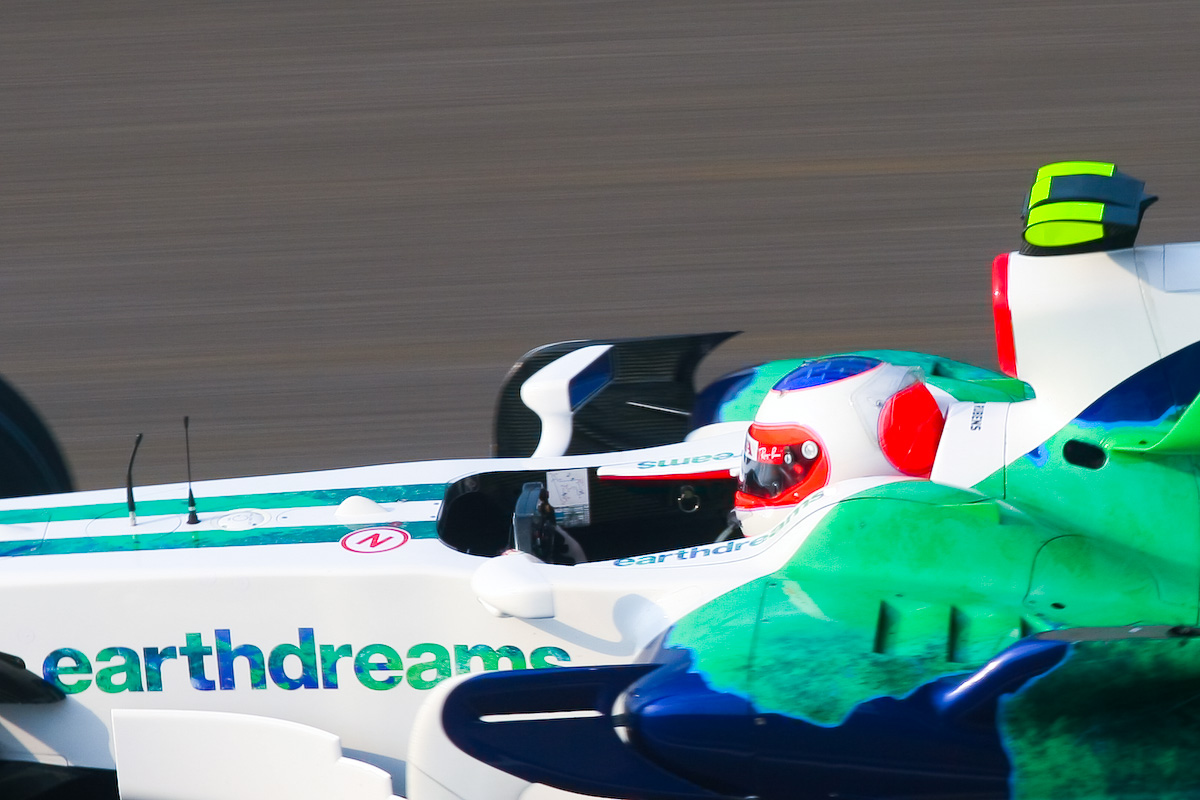
Barrichello de Honda em 2008

Porém, em 2007, a equipe japonesa não conseguiu criar um carro no nível das outras equipes da Fórmula 1 que têm orçamento anual semelhante ao seu, entre as 11 equipes a Honda com seu modelo RA107 terminou apenas em 9º, herdando a 8ª colocação no campeonato com a exclusão dos carros da McLaren naquela temporada. Button conseguiu marcar apenas 6 pontos e pela primeira vez na carreira, Barrichello não pontuou.
Em 2008, a equipe Honda também não criou um carro competitivo, mas ainda assim foi melhor do que o de 2007, permitindo que Rubens Barrichello pontuasse em três provas com seu RA108: GP de Mônaco, GP do Canadá e GP da Grã-Bretanha, e obtivesse um pódio com o 3º lugar no GP da Grã-Bretanha, graças a uma estratégia bem sucedida executada durante a corrida, onde a equipe trocou os pneus intermediários por compostos de chuva forte, que eram os mais adequados às condições da pista. Ao fim do ano Barrichello conquistou 11 pontos e Button marcou apenas 3 pontos.

#### 2009: Brawn GP

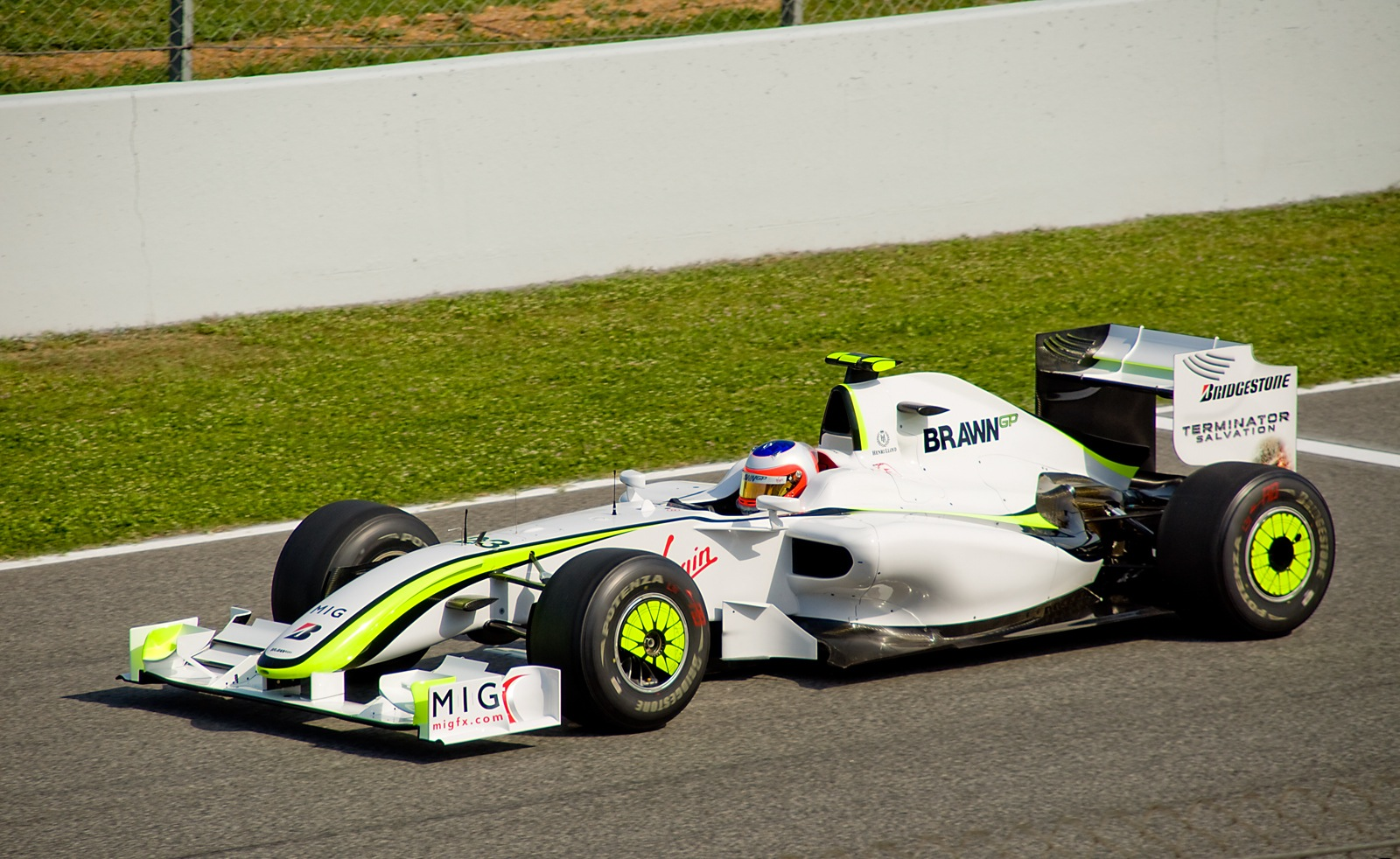
Rubens durante o GP da Espanha, em 2009

Após as várias especulações de que a Honda iria deixar a categoria (devido à crise financeira mundial, que culminou também na saída das equipes da Toyota e BMW (ambas em 2009), Ross Brawn compra todos os direitos da antiga equipe de Fórmula 1, pelo valor simbólico de uma libra. Então Barrichello, tido como piloto aposentado no final de 2008, foi confirmado em 2009, para correr novamente ao lado de Button, na debutante Brawn, equipada com os motores Mercedes FO 108W V8. Em 12 de março de 2009, a bordo da sua Brawn, quebrou o recorde do Circuito de Montemeló. Na sua primeira corrida pela Brawn GP, o Grande Prêmio da Austrália de 2009, terminou na segunda colocação, com seu companheiro Jenson Button sendo o vencedor do GP. Já na segunda corrida do ano em Sepang, Barrichello, terminou na quinta posição, ganhando apenas metade dos pontos, devido ao GP ter sido declarado encerrado com apenas 31/56 voltas, deixando o piloto com apenas metade dos pontos a serem somados em ocasiões normais.

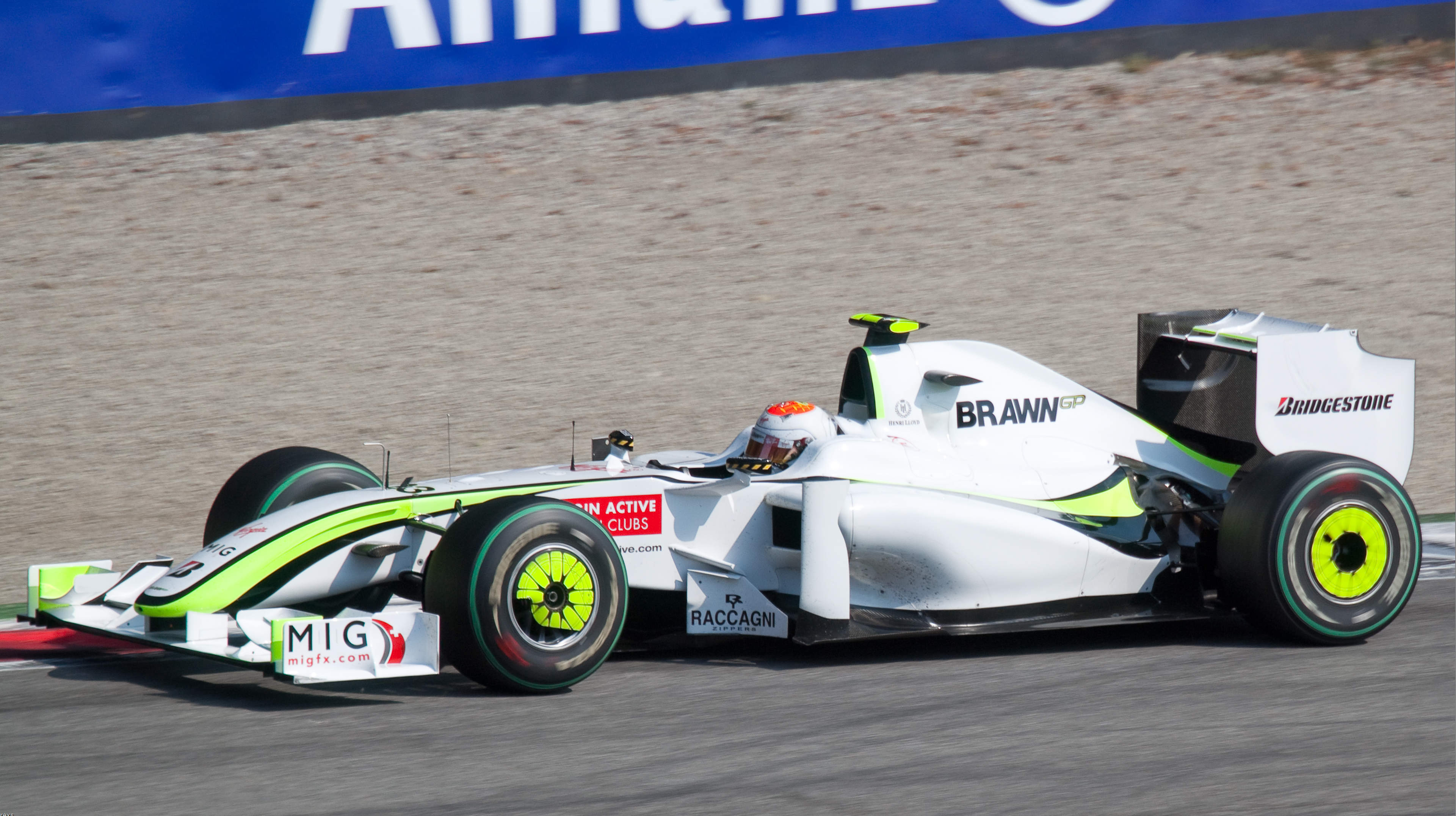
Barrichello no GP da Itália, onde conquistaria a sua última vitória

No Grande Prêmio da Europa de 2009, disputado em 23 de agosto de 2009 em Valência, na Espanha, Rubens conquista sua primeira vitória na temporada, a décima na carreira e a centésima de pilotos brasileiros na principal categoria do automobilismo mundial. Em 13 de setembro, Rubinho consegue a segunda vitória em 2009, no Grande Prêmio da Itália, disputado no autódromo de Monza. Já em 17 de outubro, consegue fazer a pole position em casa, no Grande Prêmio do Brasil. Com o feito, Rubens faz a sua primeira pole do ano e a primeira em cinco anos, desde o Grande Prêmio do Brasil de 2004.
Finalizando o GP do Brasil, na oitava posição, Rubens não conseguiu impedir que Jenson Button conquistasse o título da temporada de forma antecipada, sem que fosse preciso levar a decisão para o Grande Prêmio de Abu Dhabi. E no GP de Abu Dhabi, o último da temporada de 2009, viu o alemão Sebastian Vettel conquistar o vice-campeonato ao chegar na quarta posição, enquanto o alemão venceu a corrida. Barrichello terminou o campeonato com a terceira colocação e 77 pontos somados.

#### 2010-2011: Williams

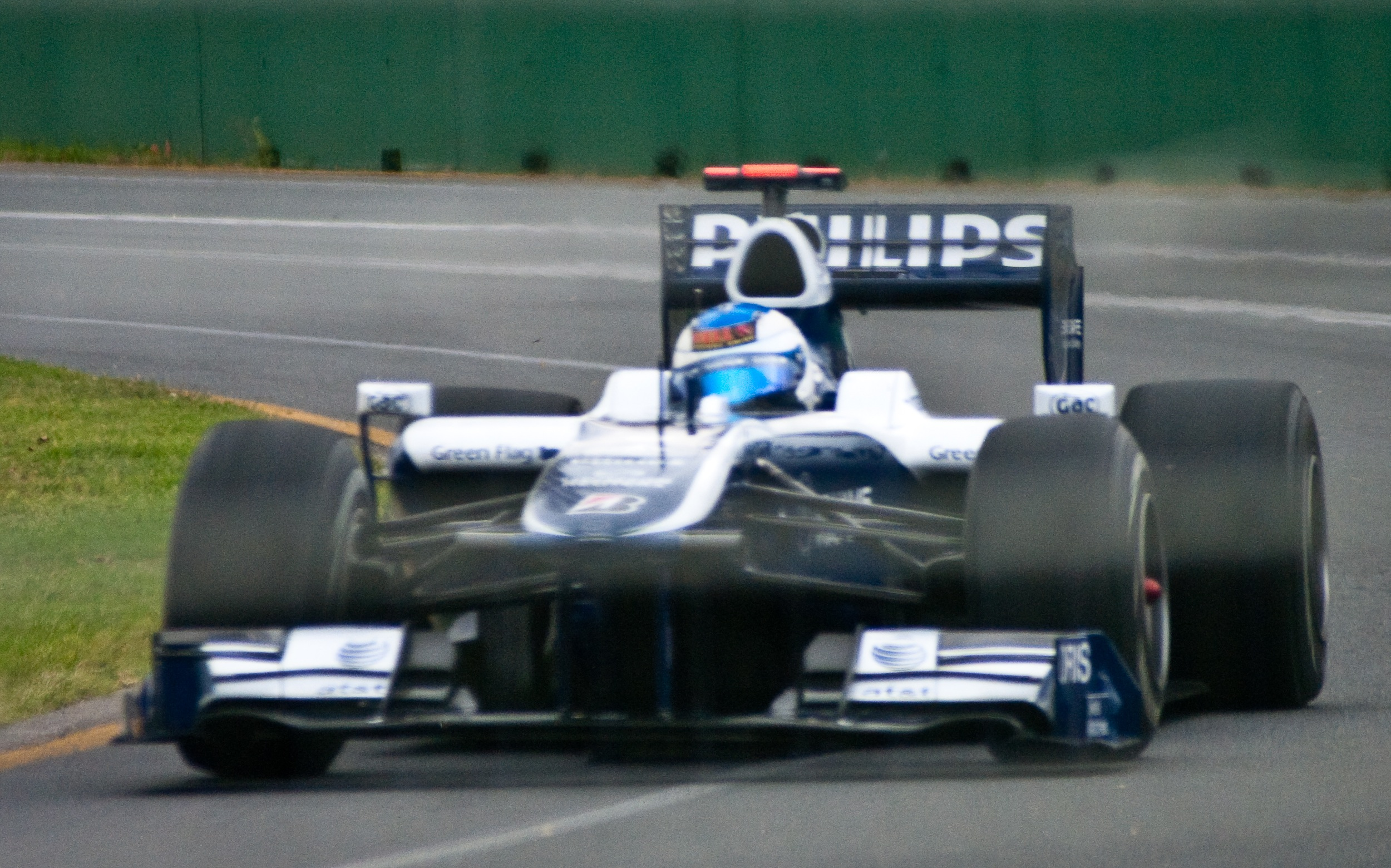
Rubens durante o GP da Austrália, em 2010

Em 2 de outubro de 2009 a equipe Williams confirmou a contratação do piloto para a temporada de 2010 com opção também para 2011. Sua estreia pela nova equipe com o FW32 foi no Grande Prêmio do Barém de 2010, disputado em 14 de março, terminando a corrida na décima posição.
Barrichello foi bastante elogiado no início da temporada, pelo diretor técnico Sam Michael, pela ajuda que estaria dando no desenvolvimento do carro. Seus melhores resultados na primeira metade da temporada foram um quarto lugar no GP da Europa, em Valência, e um quinto lugar no GP da Grã-Bretanha, em Silverstone.
Em 11 de novembro de 2010, foi confirmada sua renovação de contrato com a Williams, para a temporada 2011.
No dia 11 de janeiro, Rubens foi o escolhido pela equipe para estrear o novo modelo, FW33, no primeiro dia de testes da pré-temporada realizados em Valência, a partir de fevereiro. Em resumo, a equipe pagou caro pelas ousadias propostas, com a estreia do câmbio miniaturizado, além de terem alguns problemas de projeto, não encontrando um caminho para o carro, que, sem entender seu funcionamento, acabou tendo uma das piores temporadas de sua história até então. Ao fim do ano, a equipe somou apenas 5 pontos, sendo 4 deles conquistado por Barrichello, em Mônaco e Canadá. Em parceria com Pastor Maldonado.

### Fórmula Indy
No dia 30 de janeiro de 2012, o brasileiro participou de testes pela equipe KV Racing da Fórmula Indy, onde competia Tony Kanaan, seu amigo pessoal. No dia 1 de março, durante entrevista coletiva de imprensa em São Paulo, foi anunciado oficialmente seu ingresso na categoria.
A estreia aconteceu no dia 25 de março, no Grande Prêmio de São Petersburg, na Flórida. Barrichello terminou a corrida em 17.º lugar.

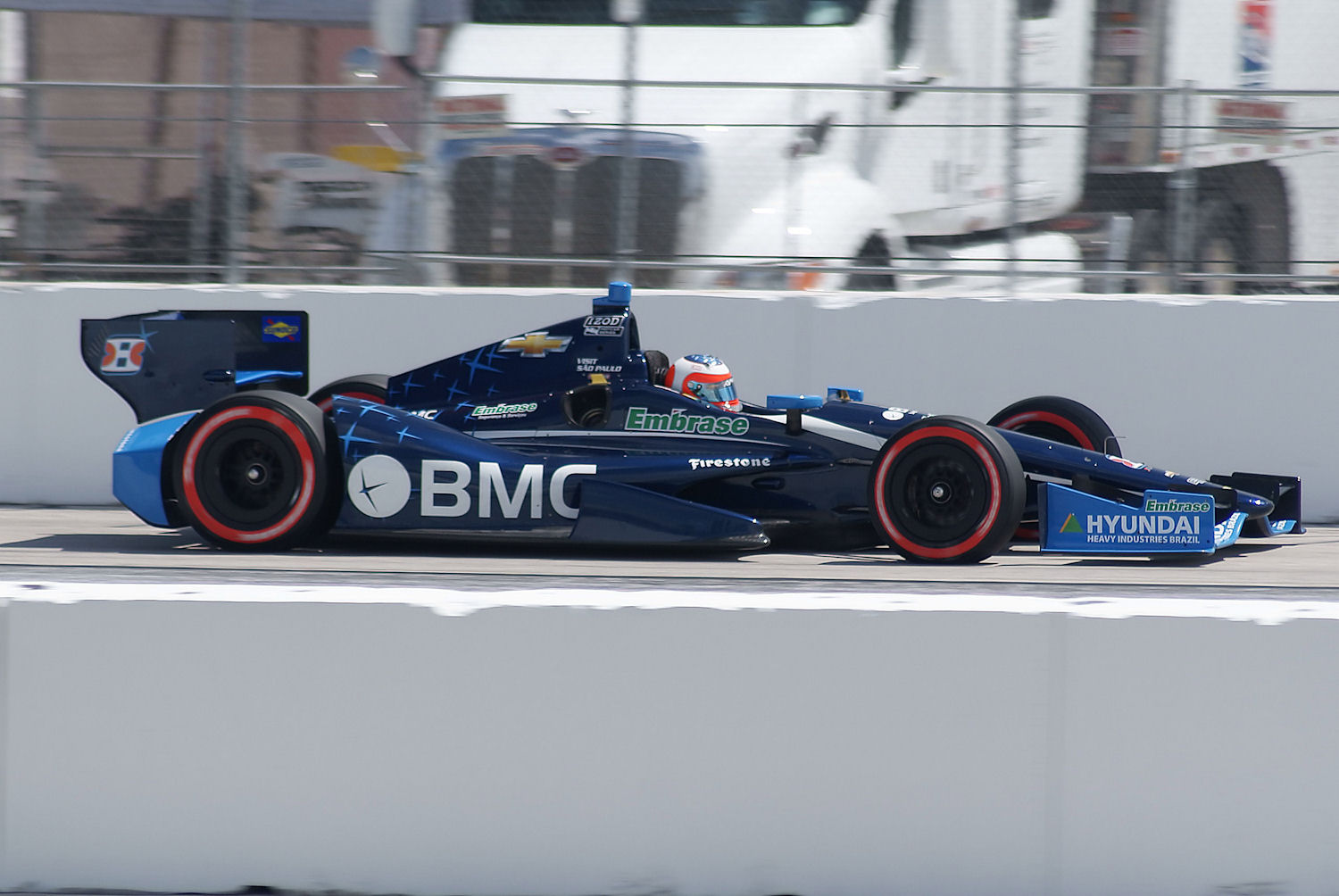
Barrichello pela KV Racing na Fórmula Indy

Na etapa seguinte, no Grande Prêmio do Alabama, após largar em na 14ª colocação, Barrichello conseguiu se recuperar, terminando a corrida em 8º.
Na etapa de Long Beach, Barrichello largou em 22.º lugar após punição de dez lugares imposta a todos os carros com motores da Chevrolet, trocados antes da milhagem permitida. Com um bom desempenho, chegou a ocupar a quarta colocação, mas foi obrigado a parar para reabastecer quando faltavam sete voltas para o final. Na última volta, ocupava a sétima colocação quando foi atingido por Helio Castroneves, terminando a classificação em 9º.
No dia 7 de maio Barrichello pilotou pela primeira vez em um circuito oval durante testes realizados no circuito Texas Motor Speedway, em Fort Worth, ficando em 11º entre 12 competidores. No dia 10, participou de testes realizados no circuito oval de Indianápolis, dedicados aos estreantes da categoria, ficando em 4º entre 8 competidores.
Nos treinos livres do mês, ficou em 20º dia 12, 26º dia 13, 26º dia 14, 29º dia 15, 26º dia 16, 20º no dia 17 e 21º no Fast Friday do dia 18 de maio. Se classificou em 10º no Pole Day disputado no dia 19. No Bump Day do dia 20, ficou em 18º, com o último colocado sendo Jean Alesi. No Carb Day dominado pelas Ganassi de Dario Franchitti e Scott Dixon, ficou com a 17ª melhor marca.
Em sua participação na 95ª Indy 500, largou em 10º e terminou a disputa em 11º, tendo liderado 2 voltas. Foi o 6º melhor carro equipado com motor Chevrolet e sendo o segundo carro da KV Racing Technology, atrás de Tony Kanaan (3º) e a frente de E.J. Viso (18º). Finalizou como o melhor estreante, superando o Inglês James Jakes, os Franceses Simon Pagenaud e Jean Alesi (Team Lotus) a Inglesa Katherine Legge os Americanos Josef Newgarden e Bryan Clauson, além do australiano Wade Cunningham, que abandonou com problemas elétricos.

### Stock Car Brasil
Em 24 de setembro de 2012 Barrichello confirmou a sua participação na última etapa da temporada da Stock Car Brasil de 2012, a convite da equipe Medley Full Time. Durante os primeiros testes realizados no dia 15 de outubro, foi divulgado que sua estreia na categoria seria antecipada para a segunda etapa de Curitiba. Após largar em 15º lugar no grid, Barrichello sofreu com a confusão na largada e um pneu furado, terminando a corrida em 22º lugar.
Em 27 de dezembro de 2012 Rubinho confirmou o acerto para a temporada da Stock Car Brasil de 2013, com a equipe Medley Full Time.

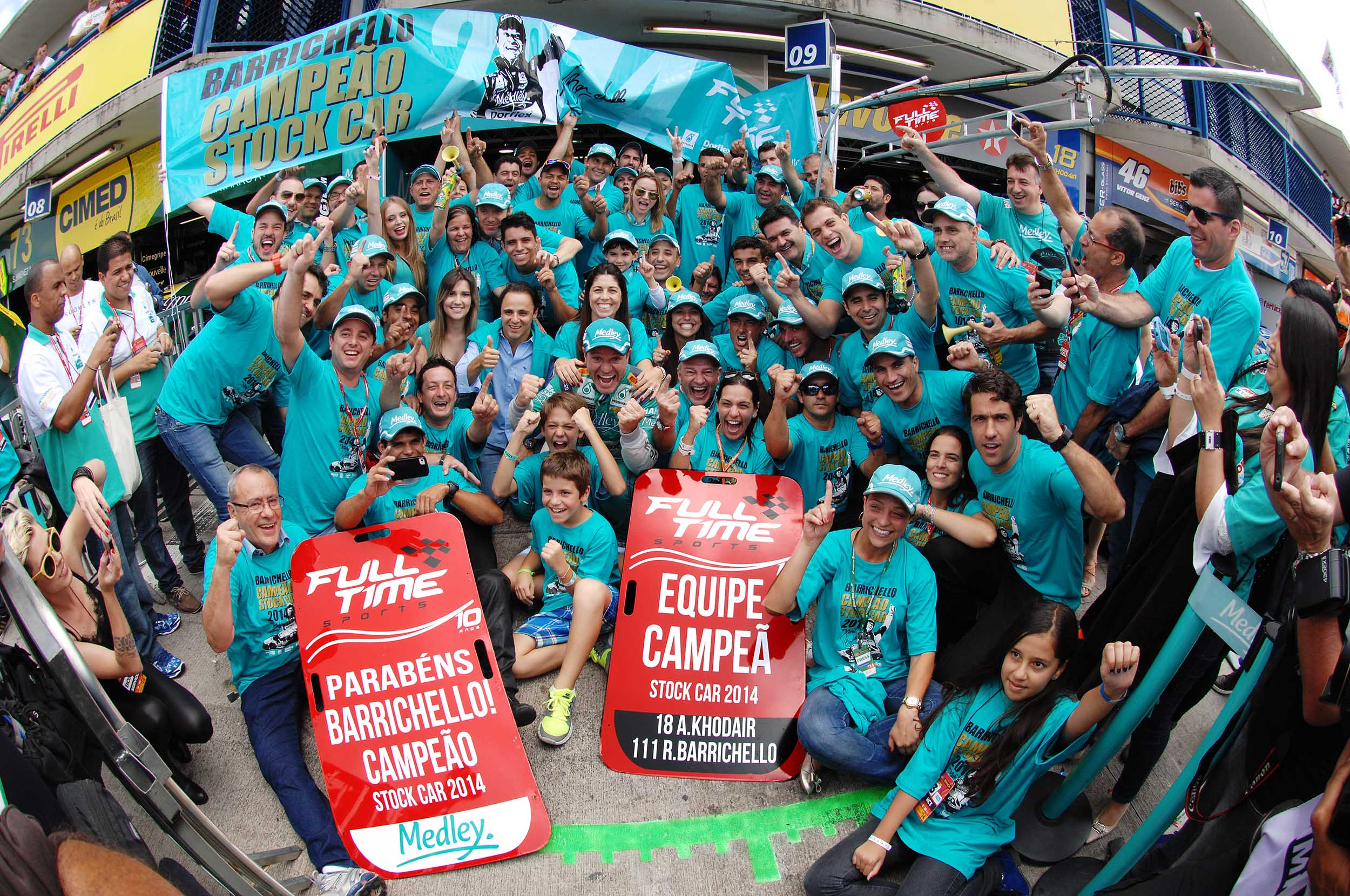
Equipe Medley Full Time, comemorando o título de Rubinho em 2014

Em 2013, Barrichello conquistou o primeiro pódio na categoria ao chegar em segundo lugar na etapa de Salvador. Confirmando sua ascendência na categoria, Barrichello largou da 7.ª posição na conturbada etapa de Brasília, realizou ultrapassagens e chegando na 4.ª posição, arrancando elogios do diretor técnico da Medley Full Time, Mauricio Ferreira.
Em 2014 Barrichello conquistou a primeira vitória na categoria ao vencer a "Corrida do Milhão", disputada em Goiânia. Novamente em 2018, voltou a vencer a "Corrida do Milhão", também em Goiânia.
Em 30 de novembro de 2014, aos 42 anos de idade, sagrou-se campeão da Stock Car ao chegar em terceiro lugar na última corrida da temporada, disputada no Autódromo de Curitiba.
Em 11 de dezembro de 2022, aos 50 anos de idade, sagrou-se bicampeão da Stock Car na última corrida da temporada, disputada no Autódromo de Interlagos.

## Despedida da Fórmula 1 que não aconteceu
Após Rubinho entrar na semana do Grande Prêmio do Brasil de 2011 sem um contrato assinado para a temporada 2012, em tom sereno e tranquilo, disse não estar preocupado com as possibilidades para o futuro de sua carreira, que terminaria ali na F1.

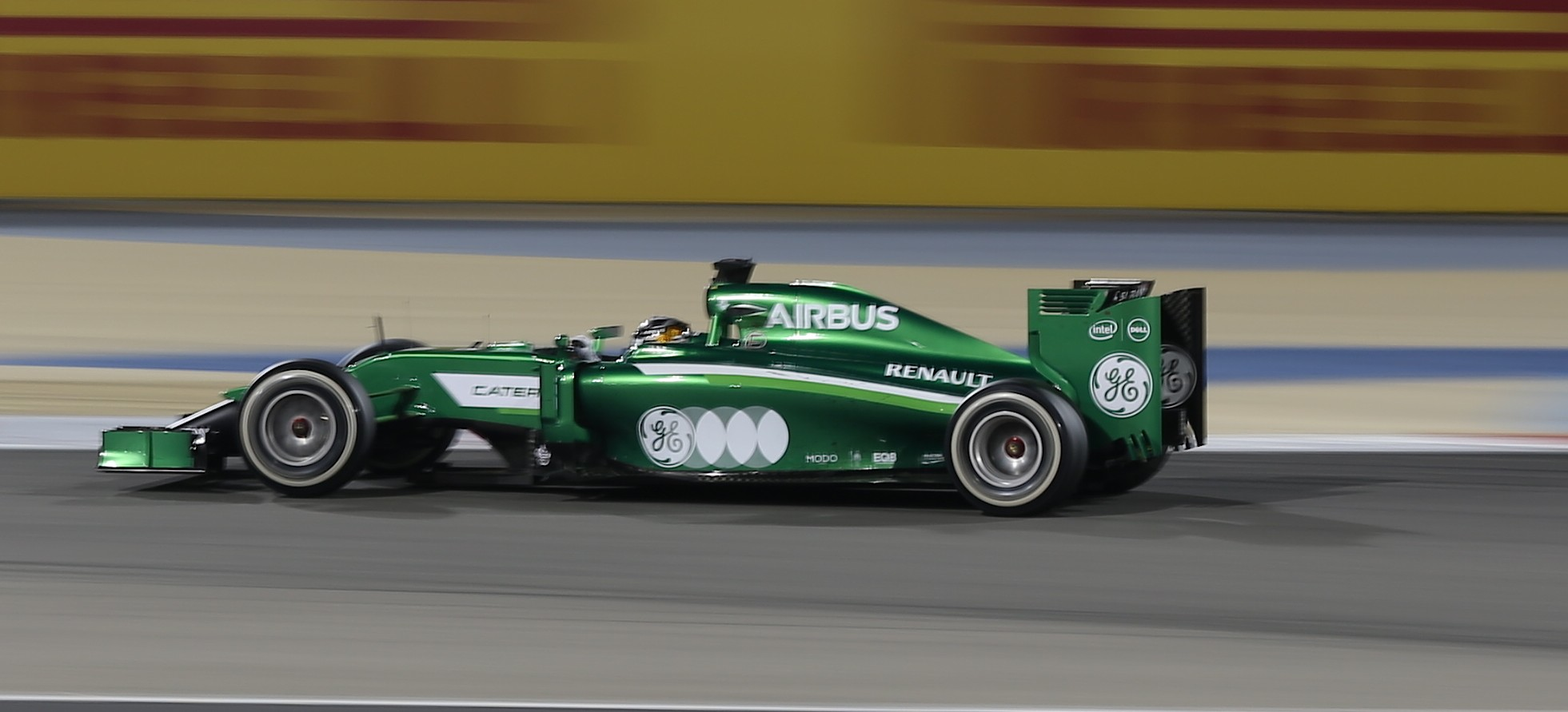
Kobayashi no assento que seria de Rubinho no Caterham CT-05

Em Novembro de 2014 quando Barrichello já se encontrava na Stock Car, foi revelado pelo jornalista Adam Cooper, um programado retorno surpresa de Rubinho para a F1, que significava realizar as três últimas corridas da temporada Austin, Interlagos e Abu Dhabi, no lugar de Kobayashi pela Caterham. Porém a Caterham não levou seus modelos CT-05 para Austin por problemas financeiros chocando o mundo da Fórmula-1, dispensando mais de 200 funcionários antes do fim da temporada, a Caterham retornou apenas em Abu Dhabi com um esforço para sua despedida definitiva.

## Exibição de Kart
Em janeiro de 2015, terminou em segundo na "Florida Winter Tour", um dos mais badalados torneios de kart dos Estados Unidos (atrás do tcheco Patrik Hajek).

## Apresentador
Em 27 de agosto de 2014, Ruben passou a apresentar o programa "Acelerados", originalmente produzido pelo YouTube mas que logo migrou para a TV Aberta no SBT, onde dividia o programa com Cassio Cortes e Gerson Campos até 28 de fevereiro de 2021, quando os diretores decidiram remodelar o formato. Barrichello deixou o SBT em 24 de junho. Uma semana depois, o programa passou a ser exibido nas tardes de sábado pela Band.

## Estatísticas na F1
Rubens Barrichello chegou ao GP do Brasil de 2011 sendo o segundo piloto com maior participação em grandes prêmios: 326, com 322 largadas (contra 327 de Räikkönen e contra 306 de Schumacher). Outras marcas destacam o desempenho do piloto:
- 209 provas concluídas na zona de pontuação;
- 68 pódios (sendo o 8° piloto a subir mais vezes ao pódio da Fórmula 1).

## Conquistas

### Prêmios
- Melhor Novato Indy-500 2012 (2012)[53]
- 8 vezes vencedor do Capacete de Ouro: 1999, 2000, 2001, 2002, 2004, 2005, 2007, 2009 e 2014[54]
- Piloto Brasileiro da Década: 2007[54]

### Títulos
- Campeão Sul-americano de Kart (2015)
- Stock Car Brasil (2014 e 2022)
- Fórmula Opel (1990)
- Fórmula 3 Inglesa (1991)
- 500 Milhas da Granja Viana (1998, 2000, 2001, 2002, 2004, 2005, 2007 e 2008)
- Pentacampeão Brasileiro de Kart
- Pentacampeão Paulista de Kart
- Vencedor do Desafio das Estrelas de Kart (2008)

## Resultado nas corridas

### Stock Car Brasil
| Ano  | Equipe                  | Carro           | 1       | 2      | 2      | 3      | 3      | 4      | 4     | 5      | 5       | 6      | 6      | 7      | 7      | 8      | 8      | 9      | 9      | 10     | 10     | 11      | 11      | 12      | Pontos | Posição |
| ---- | ----------------------- | --------------- | ------- | ------ | ------ | ------ | ------ | ------ | ----- | ------ | ------- | ------ | ------ | ------ | ------ | ------ | ------ | ------ | ------ | ------ | ------ | ------- | ------- | ------- | ------ | ------- |
| 2012 | Full Time Sports        | Peugeot 408     | SAO     | CTB    | CTB    | NSR    | NSR    | RBP    | RBP   | LON    | LON     | RIO    | RIO    | SAL    | SAL    | CAS    | CAS    | TAR    | TAR    | CTB 22 | CTB 22 | BRA Ret | BRA Ret | SAO 22  | 0      | -       |
| 2013 | Full Time Sports        | Chevrolet Sonic | SAO 25  | CUR 19 | CUR 19 | TAR 20 | TAR 20 | SAL 2  | SAL 2 | BRA 4  | BRA 4   | CAS 13 | CAS 13 | RBP 5  | RBP 5  | BRA 25 | BRA 25 | NSR 12 | NSR 12 | CTB 10 | CTB 10 | GOI 11  | GOI 11  | SAO 8   | 120    | 8º      |
| 2014 | Medley Full Time Sports | Chevrolet Sonic | SAO 9   | CTB 16 | TAR NL | BRA 24 | BRA 9  | GOI 9  | GOI 2 | GOI 1  | GOI 1   | CAS 1  | CAS 18 | CTB 7  | CTB 2  | NSR 4  | NSR 6  | SCZ 19 | SCZ 11 | TAR 9  | TAR 2  | SAL 4   | SAL 4   | CTB 3   | 234    | 1º      |
| 2015 | Medley Full Time Sports | Chevrolet Sonic | GOI 14  | RBP 8  | RBP 6  | NSR 4  | NSR 5  | CTB 9  | CTB 2 | SCZ 3  | SCZ Ret | CTB 11 | CTB 8  | GOI 20 | GOI 20 | CAS 23 | CAS 10 | CGD 5  | CGD 4  | CTB 12 | CTB 6  | TAR 6   | TAR 2   | SAO Ret | 188    | 4º      |
| 2016 | Medley Full Time Sports | Chevrolet Sonic | CTB Ret |        |        |        |        |        |       |        |         |        |        |        |        |        |        |        |        |        |        |         |         |         | 124    | 3º      |
| 2016 | Medley Full Time Sports | Chevrolet Cruze |         | NSR 6  | NSR 5  | GOI 11 | GOI 3  | SCZ 21 | SCZ 2 | TAR 17 | TAR 11  | CAS 17 | CAS 1  | SAO 2  | SAO 2  | LON    | LON    | BRA    | BRA    | GOI    | GOI    | CUR     | CUR     | SAO     | 124    | 3º      |

### Indy
| Ano  | Equipe    | Motor     | 1      | 2     | 3     | 4      | 5       | 6      | 7      | 8      | 9     | 10     | 11     | 12     | 13    | 14    | 15     | Pontos | Posição |
| ---- | --------- | --------- | ------ | ----- | ----- | ------ | ------- | ------ | ------ | ------ | ----- | ------ | ------ | ------ | ----- | ----- | ------ | ------ | ------- |
| 2012 | KV Racing | Chevrolet | STP 17 | ALA 8 | LBH 9 | SAO 10 | INDY 11 | DET 25 | TXS NL | MIL 10 | IOW 7 | TOR 11 | EDM 13 | MDO 15 | SNM 4 | BAL 5 | FON 22 | 289    | 12º     |

### Fórmula 1
Legenda: (Corrida em negrito indica pole position) e (Corrida em itálico indica volta mais rápida)
| Ano  | Nome Oficial da Equipe            | Chassis  | Motor                   | Pneus | 1       | 2       | 3       | 4       | 5       | 6       | 7       | 8       | 9       | 10      | 11      | 12      | 13      | 14      | 15      | 16      | 17      | 18     | 19     | Pontos | Posição |
| ---- | --------------------------------- | -------- | ----------------------- | ----- | ------- | ------- | ------- | ------- | ------- | ------- | ------- | ------- | ------- | ------- | ------- | ------- | ------- | ------- | ------- | ------- | ------- | ------ | ------ | ------ | ------- |
| 1993 | Sasol Jordan                      | 193      | Hart 1035 3.5 V10       | G     | AFS Ret | BRA Ret | EUR Ret | SMR Ret | ESP 12  | MON 9   | CAN Ret | FRA 7   | GBR 10  | ALE Ret | HUN Ret | BEL Ret | ITA Ret | POR 13  | JAP 5   | AUS Ret |         |        |        | 2      | 18º     |
| 1994 | Sasol Jordan                      | 194      | Hart 1035 3.5 V10       | G     | BRA 4   | PAC 3   | SMR NQ  | MON Ret | ESP Ret | CAN 7   | FRA Ret | GBR 4   | ALE Ret | HUN Ret | BEL Ret | ITA 4   | POR 4   | EUR 12  | JAP Ret | AUS 4   |         |        |        | 19     | 6º      |
| 1995 | Total Jordan Peugeot              | 195      | Peugeot A10 3.0 V10     | G     | BRA Ret | ARG Ret | SMR Ret | ESP 7   | MON Ret | CAN 2   | FRA 6   | GBR 11  | ALE Ret | HUN 7   | BEL 6   | ITA Ret | POR 11  | EUR 4   | PAC Ret | JAP Ret | AUS Ret |        |        | 11     | 11º     |
| 1996 | B&H Total Jordan Peugeot          | 196      | Peugeot A12 EV5 3.0 V10 | G     | AUS Ret | BRA Ret | ARG 4   | EUR 5   | SMR 5   | MON Ret | ESP Ret | CAN Ret | FRA 9   | GBR 4   | ALE 6   | HUN 6   | BEL Ret | ITA 5   | POR Ret | JAP 9   |         |        |        | 14     | 8º      |
| 1997 | HSBC Malaysia Stewart Ford        | SF01     | Ford VJ Zetec-R 3.0 V10 | B     | AUS Ret | BRA Ret | ARG Ret | SMR Ret | MON 2   | ESP Ret | CAN Ret | FRA Ret | GBR Ret | ALE Ret | HUN Ret | BEL Ret | ITA 13  | AUT 14  | LUX Ret | JAP Ret | EUR Ret |        |        | 6      | 13º     |
| 1998 | HSBC Stewart Ford                 | SF02     | Ford VJ Zetec-R 3.0 V10 | B     | AUS Ret | BRA Ret | ARG 10  | SMR Ret | ESP 5   | MON Ret | CAN 5   | FRA 10  | GBR Ret | AUT Ret | ALE Ret | HUN Ret | BEL NL  | ITA 10  | LUX 11  | JAP Ret |         |        |        | 4      | 12º     |
| 1999 | HSBC Stewart Ford                 | SF-3     | Ford CR-1 3.0 V10       | B     | AUS 5   | BRA Ret | SMR 3   | MON 9   | ESP Ret | CAN Ret | FRA 3   | GBR 8   | AUT Ret | ALE Ret | HUN 5   | BEL 10  | ITA 4   | EUR 3   | MAL 5   | JAP 8   |         |        |        | 21     | 7º      |
| 2000 | Ferrari Marlboro                  | F1-2000  | Ferrari 049 3.0 V10     | B     | AUS 2   | BRA Ret | SMR 4   | GBR Ret | ESP 3   | EUR 4   | MON 2   | CAN 2   | FRA 3   | AUT 3   | ALE 1   | HUN 4   | BEL Ret | ITA Ret | EUA 2   | JAP 4   | MAL 3   |        |        | 62     | 4º      |
| 2001 | Ferrari Marlboro                  | F2001    | Ferrari 050 3.0 V10     | B     | AUS 3   | MAL 2   | BRA Ret | SMR 3   | ESP Ret | AUT 3   | MON 2   | CAN Ret | EUR 5   | FRA 3   | GBR 3   | ALE 2   | HUN 2   | BEL 5   | ITA 2   | EUA 15  | JAP 5   |        |        | 56     | 3º      |
| 2002 | Ferrari Marlboro                  | F2001    | Ferrari 050 3.0 V10     | B     | AUS Ret | MAL Ret | BRA Ret |         |         |         |         |         |         |         |         |         |         |         |         |         |         |        |        | 77     | 2º      |
| 2002 | Ferrari Marlboro                  | F2002    | Ferrari 051 3.0 V10     | B     |         |         |         | SMR 2   | ESP NL  | AUT 2   | MON 7   | CAN 3   | EUR 1   | GBR 2   | FRA NL  | ALE 4   | HUN 1   | BEL 2   | ITA 1   | EUA 1   | JAP 2   |        |        | 77     | 2º      |
| 2003 | Ferrari Marlboro                  | F2002    | Ferrari 051 3.0 V10     | B     | AUS Ret | MAL 2   | BRA Ret | SMR 3   |         |         |         |         |         |         |         |         |         |         |         |         |         |        |        | 65     | 4º      |
| 2003 | Ferrari Marlboro                  | F2003-GA | Ferrari 052 3.0 V10     | B     |         |         |         |         | ESP 3   | AUT 3   | MON 8   | CAN 5   | EUR 3   | FRA 7   | GBR 1   | ALE Ret | HUN Ret | ITA 3   | EUA Ret | JAP 1   |         |        |        | 65     | 4º      |
| 2004 | Ferrari Marlboro                  | F2004    | Ferrari 053 3.0 V10     | B     | AUS 2   | MAL 4   | BAR 2   | SMR 6   | ESP 2   | MON 3   | EUR 2   | CAN 2   | EUA 2   | FRA 3   | GBR 3   | ALE 12  | HUN 2   | BEL 3   | ITA 1   | CHN 1   | JAP Ret | BRA 3  |        | 114    | 2º      |
| 2005 | Ferrari Marlboro                  | F2004M   | Ferrari 054 3.0 V10     | B     | AUS 2   | MAL Ret |         |         |         |         |         |         |         |         |         |         |         |         |         |         |         |        |        | 38     | 8º      |
| 2005 | Ferrari Marlboro                  | F2005    | Ferrari 055 3.0 V10     | B     |         |         | BAR 9   | SMR Ret | ESP 9   | MON 8   | EUR 3   | CAN 3   | EUA 2   | FRA 9   | GBR 7   | ALE 10  | HUN 10  | TUR 10  | ITA 12  | BEL 5   | BRA 6   | JAP 11 | CHN 12 | 38     | 8º      |
| 2006 | Lucky Strike Honda Racing F1 Team | RA106    | Honda RA806E 2.4 V8     | M     | BAR 15  | MAL 10  | AUS 7   | SMR 10  | EUR 5   | ESP 7   | MON 4   | GBR 10  | CAN Ret | EUA 6   | FRA Ret | ALE Ret | HUN 4   | TUR 8   | ITA 6   | CHN 6   | JAP 12  | BRA 7  |        | 30     | 7º      |
| 2007 | Honda Racing F1 Team              | RA107    | Honda RA807E 2.4 V8     | B     | AUS 11  | MAL 11  | BAR 13  | ESP 10  | MON 10  | CAN 12  | EUA Ret | FRA 11  | GBR 9   | EUR 11  | HUN 18  | TUR 17  | ITA 10  | BEL 13  | JAP 10  | CHN 15  | BRA Ret |        |        | 0      | 20º     |
| 2008 | Honda Racing F1 Team              | RA108    | Honda RA808E 2.4 V8     | B     | AUS DSQ | MAL 13  | BAR 11  | ESP Ret | TUR 14  | MON 6   | CAN 7   | FRA 14  | GBR 3   | ALE Ret | HUN 16  | EUR 16  | BEL Ret | ITA 17  | SIN Ret | JAP 13  | CHN 11  | BRA 15 |        | 11     | 14º     |
| 2009 | Brawn GP Formula One Team         | BGP 001  | Mercedes FO 108W 2.4 V8 | B     | AUS 2   | MAL 51  | CHN 4   | BAR 5   | ESP 2   | MON 2   | TUR Ret | GBR 3   | ALE 6   | HUN 10  | EUR 1   | BEL 7   | ITA 1   | SIN 6   | JAP 7   | BRA 8   | ABU 4   |        |        | 77     | 3º      |
| 2010 | AT&T Williams                     | FW32     | Cosworth CA2010 2.4 V8  | B     | BAR 10  | AUS 8   | MAL 12  | CHN 12  | ESP 9   | MON Ret | TUR 14  | CAN 14  | EUR 4   | GBR 5   | ALE 12  | HUN 10  | BEL Ret | ITA 10  | SIN 6   | JAP 9   | COR 7   | BRA 14 | ABU 12 | 47     | 10º     |
| 2011 | AT&T Williams                     | FW33     | Cosworth CA2011 2.4 V8  | P     | AUS Ret | MAL Ret | CHN 13  | TUR 14  | ESP 17  | MON 9   | CAN 9   | EUR 12  | GBR 13  | ALE Ret | HUN 13  | BEL 16  | ITA 12  | SIN 13  | JAP 17  | COR 12  | IND 15  | ABU 12 | BRA 14 | 4      | 17º     |

↑  Foi atribuído metade dos pontos, porque o número de voltas não atingiu 75% de sua realização.

#### Comparação com parceiros de equipe
| Ano  | Pontos do Barrichello | Pontos do parceiro | Parceiro           | Equipe   |
| ---- | --------------------- | ------------------ | ------------------ | -------- |
| 1993 | 2                     | 0                  | Thierry Boutsen    | Jordan   |
| 1994 | 19                    | 4                  | Andrea De Cesaris  | Jordan   |
| 1995 | 11                    | 10                 | Eddie Irvine       | Jordan   |
| 1996 | 14                    | 8                  | Martin Brundle     | Jordan   |
| 1997 | 6                     | 0                  | Jan Magnussen      | Stewart  |
| 1998 | 4                     | 0                  | Jos Verstappen     | Stewart  |
| 1999 | 21                    | 15                 | Johnny Herbert     | Stewart  |
| 2000 | 62                    | 108                | Michael Schumacher | Ferrari  |
| 2001 | 56                    | 123                | Michael Schumacher | Ferrari  |
| 2002 | 77                    | 144                | Michael Schumacher | Ferrari  |
| 2003 | 65                    | 93                 | Michael Schumacher | Ferrari  |
| 2004 | 114                   | 148                | Michael Schumacher | Ferrari  |
| 2005 | 38                    | 62                 | Michael Schumacher | Ferrari  |
| 2006 | 30                    | 56                 | Jenson Button      | Honda    |
| 2007 | 0                     | 6                  | Jenson Button      | Honda    |
| 2008 | 11                    | 3                  | Jenson Button      | Honda    |
| 2009 | 77                    | 95                 | Jenson Button      | Brawn    |
| 2010 | 47                    | 22                 | Nico Hülkenberg    | Williams |
| 2011 | 4                     | 1                  | Pastor Maldonado   | Williams |

## Vida pessoal
Rubinho foi casado com Silvana Giaffone. O casal anunciou a separação por divergência de ideias em junho de 2019. Com Silvana teve dois filhos: Eduardo Barrichello (piloto da Fórmula Regional Europeia), o Dudu, e Fernando Barrichello (piloto de kart). Em novembro de 2004, perdeu um filho, quando a então esposa estava no terceiro mês de gestação. Em 2020, assumiu um namoro com a jornalista Paloma Tocci, tendo chegado ao fim em 22 de julho de 2021, reatando em setembro do mesmo ano e chegando ao fim em janeiro de 2022.
Em agosto de 2021, participou de campanha d'O Boticário juntamente com seu filho Dudu, no clássico duelo pelo Brasileirão entre Corinthians e Flamengo.